# Kelaginakanive, Molakalmuru
Kelaginakanive là một làng thuộc tehsil Molakalmuru, huyện Chitradurga, bang Karnataka, Ấn Độ.